# Rafael Juncadella i Urpinas
Rafael Juncadella i Urpinas (Sant Vicenç dels Horts, 1 d'octubre de 1931 – Barcelona, 7 de febrer de 2019), fou un sacerdot i líder veïnal barceloní del barri de Roquetes (Nou Barris) i coordinador de la Xarxa d'Intercanvi de Coneixements Nou Barris. Va contribuir a l'alfabetització dels adults del barri sota la influència de la pedagogia de Paulo Freire. L'any 2003 va rebre la Medalla d'Honor de Barcelona.
Fou ordenat salesià l'any 1954 i, junt amb la seva tasca docent i solidària, va esdevenir un referent social per a tota una generació. Va emprendre nombroses iniciatives a Catalunya i Nicaragua, totes elles orientades a l'alfabetització i suport dels més desvalguts i dels nouvinguts. A Nicaragua va treballar en diferents projectes socials que va poder dur a terme gràcies al suport del Col·lectiu de Teatre EPMA de Mataró i les ajudes del Fons Català de Desenvolupament.
L'any 1970, després de 4 anys d'intensa activitat al col·legi Salesià de Barcelona, va anar a treballar al col·legi de Mataró, on va portar una frenètica activitat religiosa, educativa, social i política durant cinc anys. Va fundar el Centre Juvenil Salesià, amb la finalitat d'acollir els joves del barri de Cerdanyola. El Centre Juvenil de Mataró arribà a tenir més de 250 afiliats que compartien activitats lúdiques, culturals, esportives i religioses. Destacaven les activitats solidàries, com les visites als hospitals, residències i les ajudes als més necessitats. Es va comprometre amb grups d'acció política de la ciutat i al barri de Cerdanyola, aleshores perseguits pel règim. Dintre del propi col·legi salesià de Mataró, més concretament a l'anomenada Casa Blanca, va donar acolliment a les incipients organitzacions per a la democratització del país.
L'any 1973 organitzà la primera campanya de recollida de paper i ampolles de cava (Acció 73) amb la participació de més de 500 joves arribats de tota Catalunya. Els beneficis de la campanya es van destinar a la compra del Local Social del Poble, al barri de Cerdanyola i, més concretament, al carrer València on, a partir de llavors, es farien les reunions de les comunitats de veïns i de les incipients entitats sindicals i polítiques. És per aquest motiu que, a l'any 1974, se'l proposà com a “Mataroní de l'Any “.
L'any 1975 es va interessar pels ciutadans de Cehegín (Múrcia) que vivien a Mataró, i organitzà una romeria; una convivència anual amb els ceheginers de la ciutat. Es va materialitzar el mes de setembre de 1976, al voltant de la festivitat de la Virgen de las Maravillas, patrona de Cehegín. L'Associació Murciana encara continua fent aquestes trobades anuals.
Influenciat pel Concili Vaticà II, va penjar els hàbits i s'instal·là al barri de Nou Barris, Barcelona, on va residir des de l'any 1977. Aquest mateix any, començà a donar classes d'adults a l'escola Freire, també a Nou Barris. Fundà La Cultura Va de Festa, activitat que se celebra el segon diumenge del mes de maig i on participen unes 60 entitats de Nou Barris. Rafael Juncadella també va participar en altres lluites veïnals, sobretot als anys 80. Va ser molt actiu en l'anomenada Indiada, una acampada que, el 1984, va reclamar el soterrament de la ronda de Dalt al seu pas per les Roquetes. Durant els anys 2009, 2010 i 2011 Rafael Juncadella formà part del Consell de Solidaritat de l'Ajuntament de Mataró. Va treballar activament com a professor de català i castellà per a gent nouvinguda i desocupats. Òmnium Cultural Nou Barris va crear el Premi Rafael Juncadella, per reconèixer la feina desinteressada de persones i entitats en favor de la cohesió social. Juncadella va rebre el premi en la primera edició d'aquest certamen. Un dels seus llegats més vius és l'anomenat Festival de Sopes del Món, que cada any se celebra a Nou Barris i en què cadascuna de les comunitats culturals que viu al districte es mostra en societat amb algunes de les receptes gastronòmiques més representatives.
L'Ajuntament de Mataró ha atorgat a Rafael Juncadella el títol de Fill Adoptiu de la ciutat. Els grups municipals també van demanar, per a ell, i de forma unànime la Creu de Sant Jordi.